# Mayo-Kebbi Est
Mayo-Kebbi Est is een van de 18 regio's van Tsjaad. De hoofdstad is Bongor.

## Geografie
Mayo-Kebbi Est ligt in het zuidwesten van het land en grenst aan Kameroen. De belangrijkste rivier in de regio is de Mayo Kebbi.
De regio is onderverdeeld in vier departementen: Kabbia, Mayo Lemie, Mayo-Boneye en Mont d'Illi.

## Bevolking
Er leven ruim 495.000 mensen (in 1993) in de regio.
De voornaamste etnische volkeren zijn de Moussey, de Massa, de Tupuri, de Marba, de Kéra, de Mousgoum en de Kim.
Regio's: Batha · Borkou-Ennedi-Tibesti · Chari-Baguirmi · Guéra · Hadjer-Lamis · Kanem · Lac · Logone Occidental · Logone Oriental · Mandoul · Mayo-Kebbi Est · Mayo-Kebbi Ouest · Moyen-Chari · Ouaddaï · Salamat · Tandjilé · Wadi Fira

Stad: Ndjamena